# Museo de Bellas Artes de Rennes

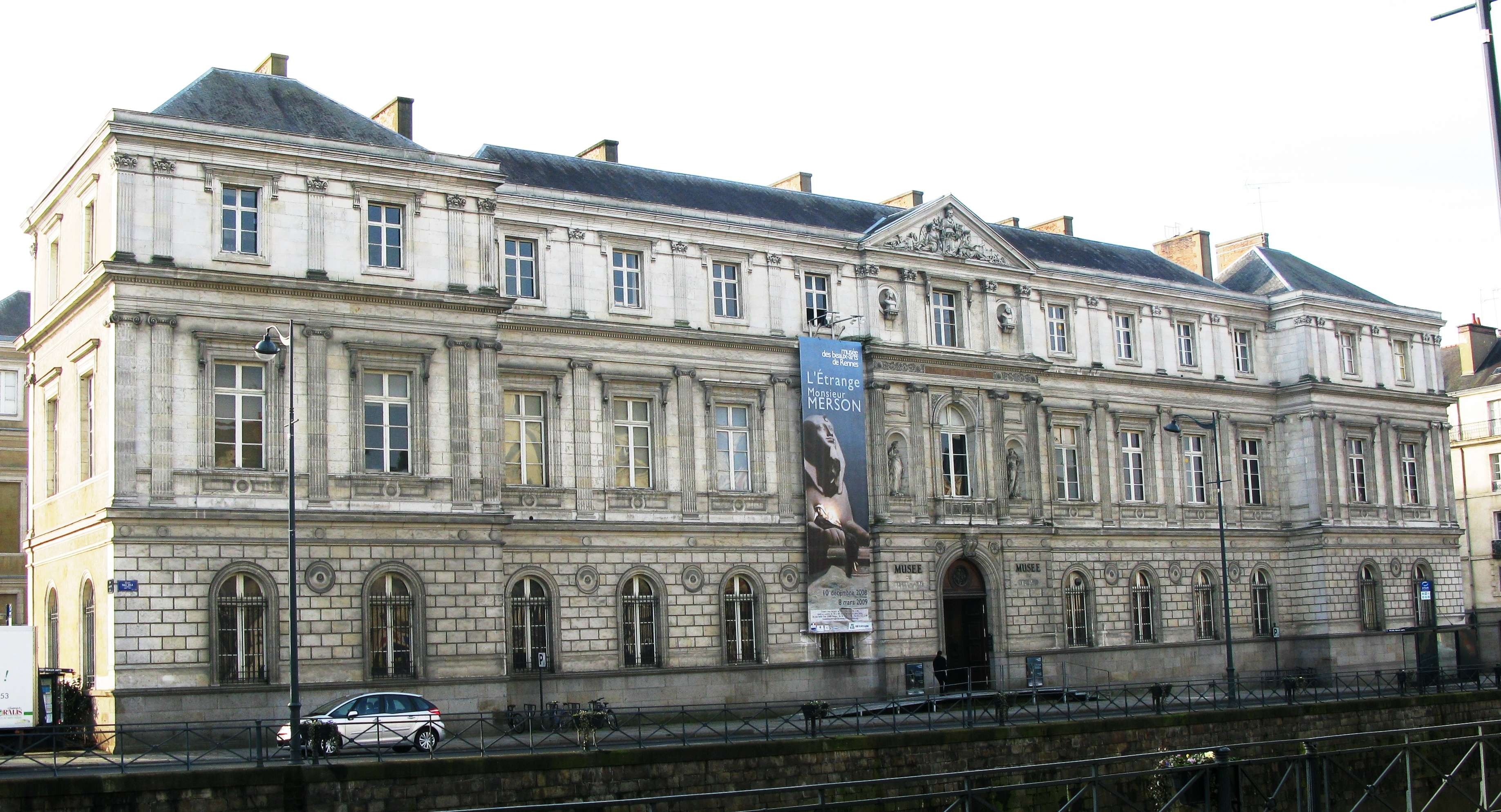
Fachada del museo.

El Museo de Bellas Artes (Musée des Beaux-Arts) de Rennes es un museo francés situado en la ciudad bretona de Rennes. Los fondos iniciales de este museo provienen de las confiscaciones revolucionarias efectuadas en 1794 de las colecciones del Marqués de Robien, que había reunido objetos provenientes de todas las épocas. 
Con la colección del Marqués de Livois en Angers, es una de las raras colecciones de provincias de pintura antigua.

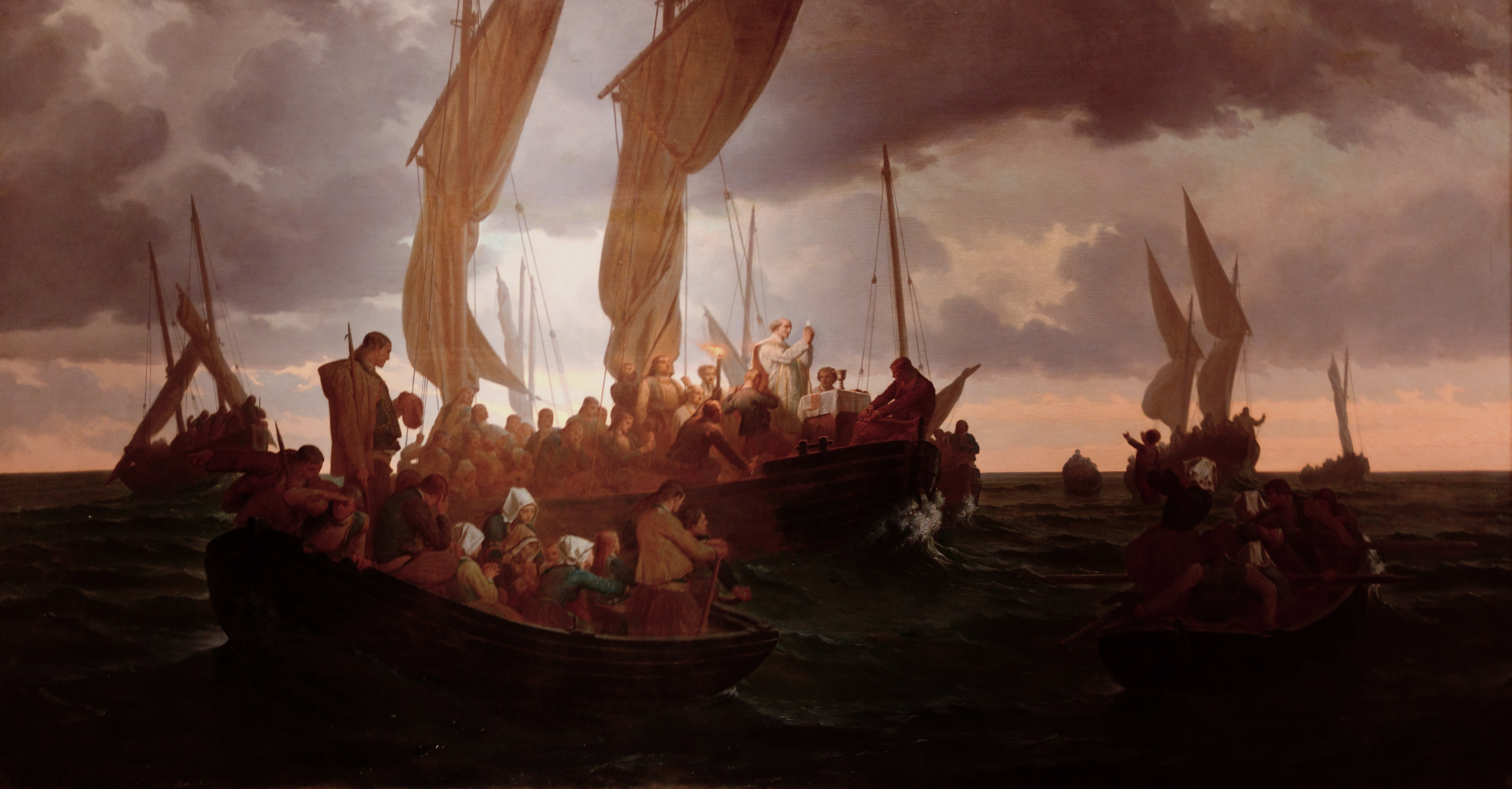
Une messe en mer, 1793 (Una misa en el mar, 1793), reconocido óleo sobre lienzo de Louis Duveau (1864), expuesto en el Museo de Bellas Artes de Rennes.

El museo de Bellas Artes de Rennes tiene una vocación enciclopédica, puesto que sus colecciones cubren la pintura y la escultura europeas desde el siglo XIV hasta el XX, objetos de arte provenientes de Europa, pero también de África y América, con antigüedades regionales, romanas, etruscas, griegas y egipcias.